# Darnick Tower

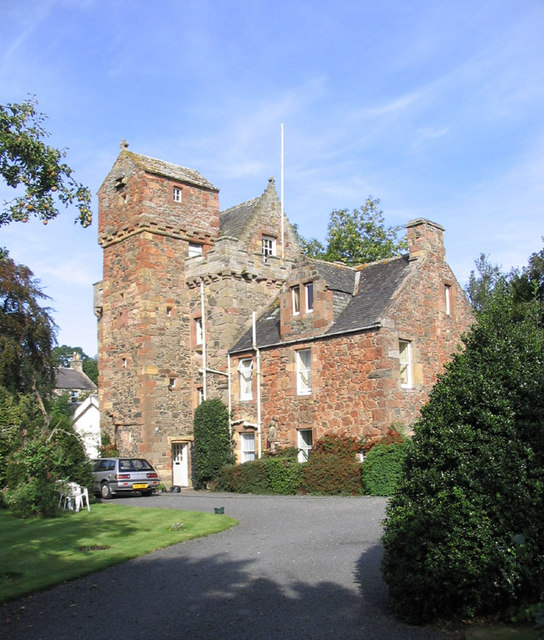
Darnick Tower

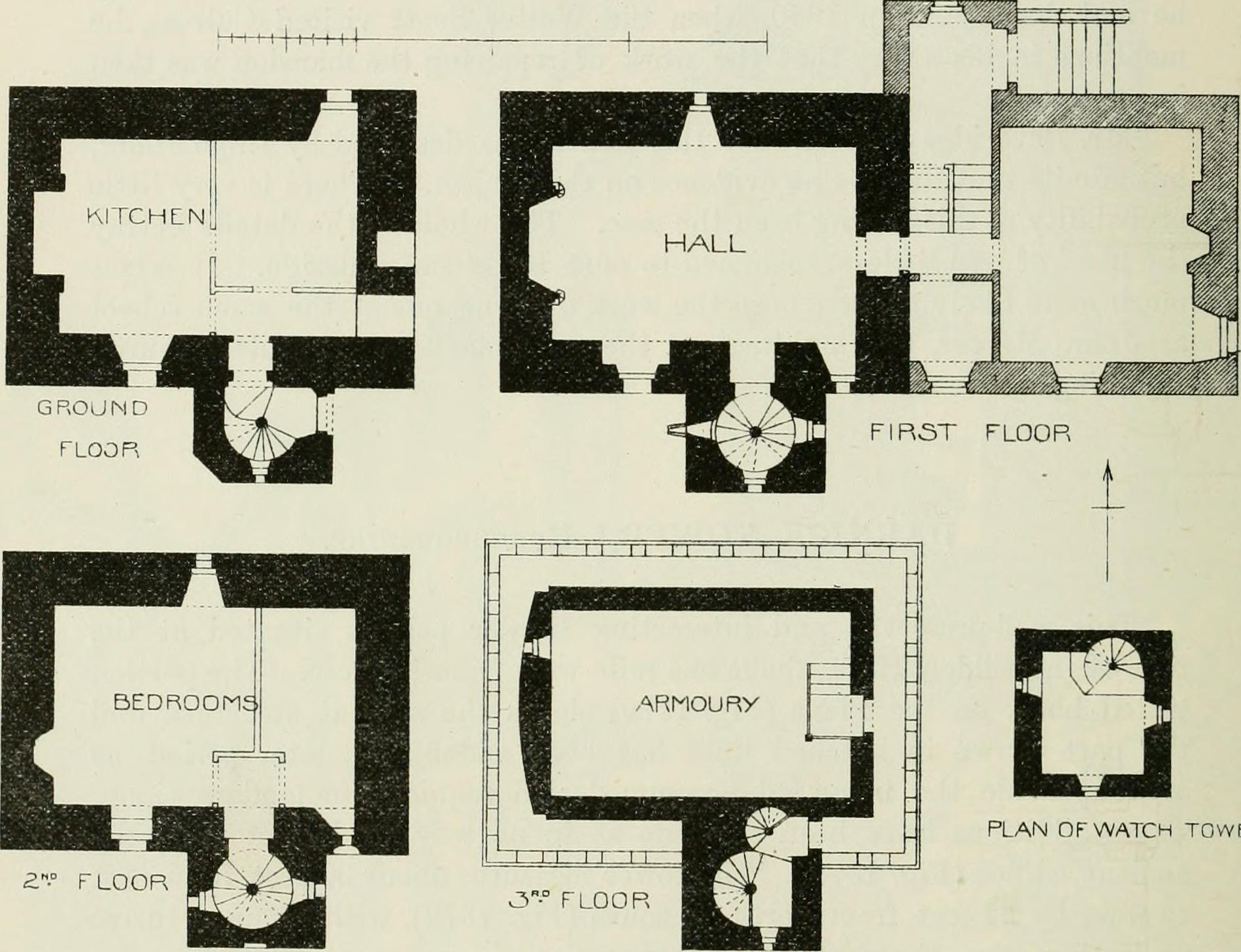
Grundrissplan

Darnick Tower ist ein Tower House in der schottischen Ortschaft Darnick in der Council Area Scottish Borders. 1971 wurde das Bauwerk in die schottischen Denkmallisten in der höchsten Denkmalkategorie A aufgenommen.

## Beschreibung
Das Tower House steht abseits der Abbotsford Road im Zentrum von Darnick. Es entstand im 16. Jahrhundert am Standort eines Vorgängerturms, der 1545 geschleift wurde. Bauherr war die Familie Heiton. 1867 wurde eine zwei Jahre andauernde Restaurierung abgeschlossen und das Bauwerk zwei Jahre später erweitert. In diesem Zuge wurden auch die Fenster erweitert und die Tourellen erneuert. Der dreistöckige Darnick Tower weist einen T-förmigen Grundriss auf, wobei ein rückwärtiger Treppenturm den kurzen Schenkel bildet. Sein Mauerwerk besteht aus Bruchstein mit Natursteindetails und war einst mit Harl verputzt. Oberhalb des Eingangsportals am Treppenflügel ist die Jahreszahl 1595 angegeben. Am Hauptturm läuft eine Zinnenbewehrung um. Die Giebel des abschließenden Satteldaches sind als Staffelgiebel gearbeitet. Während ein möglicherweise ursprünglicher Flügel an der Westseite abgebrochen wurde, stammt der zweistöckige Ostflügel vermutlich aus dem Jahre 1869.